# Sayid Jarrah
Sayid Jarrah is een van de hoofdpersonages uit de Amerikaanse televisieserie Lost. Het personage wordt gespeeld door de Brit Naveen Andrews. Hij behoort tot de Oceanic Six. In het eerste seizoen blijkt dat Sayid een voormalig verbindingsofficier was en lid was van de Iraakse Republikeinse Garde.

## Leven
Sayid blijkt veel verstand van technologie te hebben.
In het midden van seizoen 1 krijgt Sayid een relatie met Shannon, ook een passagier van Vlucht 815. Deze relatie wordt abrupt verbroken als Shannon in het tweede seizoen (aflevering Abandoned) wordt vermoord door Ana Lucía. Sayid is razend en wil wraak nemen.
Sayid gaat van het eiland af, en trouwt met zijn oude geliefde Nadia. Als Nadia wordt vermoord, gaat Sayid voor Benjamin Linus werken. Zijn werk is mensen te vermoorden die te maken hebben met de moord op Nadia. Als Ben gelogen blijkt te hebben stopt Sayid met zijn werk en gaat voor een goed doel huizen bouwen. Als Locke vraagt om terug te keren naar het eiland, gaat Sayid mee.
Op het eiland aangekomen zit Sayid in 1977. Sayid schiet op Ben Linus als wraak (Ben is hier nog maar een kind). Sayid wordt dodelijk geraakt. Als Sayid door de tijd gaat reizen, sterft hij aan zijn schotwond. Jacob vertelt Hurley met Sayid naar de Tempel te gaan, daar kunnen ze hem genezen. Eenmaal daaraan gekomen wordt hij in een bad vol met vies water gelegd. Hij komt weer tot leven maar blijkt geen gevoel meer te hebben. De Anderen proberen hem te vermoorden, maar hij vermoordt ze eerder.
In de serie speelt Jarrah een dubbelrol als Desmond in een bar een vriend ontmoet. 
Later gaat Sayid dood doordat hij met de bom van MIB naar een ander deel van de onderzeeër rent, waardoor hij andere levens redt. Ook Sun en Jin sterven in de onderzeeër.